# Margot Hudig-Heldring
Margaretha (Margot) Hudig-Heldring (Englewood (New Jersey, Verenigde Staten), 2 april 1919 — Laren, 4 september 2006) was een Nederlands beeldhouwster. Zij was een leerling van Jan Bronner aan de Rijksakademie van beeldende kunsten in Amsterdam.
Heldring werd geboren in de Verenigde Staten als dochter van Johannes Carel Hendrik Heldring (1887-1962) en Elisabeth Maria Talma (1892-1985). Haar ouders woonden in 1918 in het Zwitserse Bern, waar Margots oudste broer Jan Lodewijk werd geboren. Vervolgens verhuisde het gezin naar de Verenigde Staten, waar in 1924 haar jongere zuster Geertruida ter wereld kwam. In 1925 kwam het drie kinderen tellende gezin weer naar Nederland, waar de jongste zoon Johan Willem in 1929 werd geboren. Margot was een achterkleindochter van  Ds. Ottho Gerhard Heldring.
Margot Hudig-Heldring werd met name bekend door haar bronzen beelden van paarden. Vanaf 1996 werkte zij ook in steen (albast). Zij huwde tweemaal, in 1947 met Jan Albert Engelchor en na een scheiding met A.W.F. Hudig, die zij overleefde. Uit haar eerste huwelijk had zij een zoon en een dochter. De historisch-geograaf Jelle Vervloet is haar schoonzoon.
Ze overleed in het Rosa Spier Huis waar ze woonde.
- Biografisch Portaal: 72073927
- RKD-Nederlands Instituut voor Kunstgeschiedenis: 26282